# Ibelin Balian
Ibelin Balian (1143–1193), más néven Ifjabb Bariszan az Ibelin nemzetség tagja, a jeruzsálemi keresztény királyság jelentős alakja a 12. században, 1170-től 1193-ig Ibelin ura. Életpályáját meghatározta, amikor a kiskorú IV. Balduin király mellé 1174-ben régenst kellett választani, és ő Tripoliszi Rajmund pártjára állt. 1177-ben feleségül vette a megözvegyült Komnéna Mária királynét, és egyre jelentősebb alakja lett a Rajmund körül tömörülő bárói csoportnak. Feleségével megkapta Náblusz gazdag uradalmát, és mostohaapjává vált Izabella leendő királynőnek. A katasztrofális hattíni csatában ki tudta vágni magát a muszlim ellenség gyűrűjéből, és néhány hónappal később ő irányította Jeruzsálem védelmét az 1187-es ostrom idején, ő egyezett meg Szaladinnal a város megadásáról is 1187. október 2-án. Több korabeli krónika is elítélően szól arról, ahogyan tizennyolc éves mostohalányát elválasztatta férjétől, s ezzel a Jeruzsálemi Királyság egyik legbizarrabb történetét indította útjára.

## Életútja

### Ifjúkora
Ibelin Bariszan legkisebb fiaként született, Hugó és Balduin fivére volt. Apját, a jaffai grófság lovagját Le Puiset-i Hugó lázadásának elfojtása után ajándékozta meg Ibelinnel Fulkó jeruzsálemi király. Bariszan Ramlai Helvist, a ramlai uradalom gazdag örökösnőjét vette feleségül. Egyes források szerint Baliant is Bariszannak keresztelték, 1175 körül vehette fel a Balian nevet; néha Ifjabb Balianként vagy II. Balianként, illetve felesége birtoka után Nábluszi Balianként is emlegetik. A latin nyelvű forrásokban változatos megjelölésekkel hivatkoznak rá: Balian, Barisan, Barisanus, Balianus, Balisan, Balisanus, az arab nyelvűekben pedig Balian ibn Barzannak (Barzan, azaz Bariszan fia Balian) titulálják. Születési éve nem bizonyos, de 1158-ban elérhette a nagykorúságot, vagyis a 15. életévet, mert ekkortól felbukkan a neve mint oklevelek tanúsítója. 1156-ban még infra annosként, kiskorúként említik.
Legidősebb bátyja, Hugó  halála után (c. 1169) Ibelin vára a második legidősebb testvérre, Balduinra szállt, Balduin azonban megmaradt Ramla urának, és Ibelint továbbadta Baliannak. Így Balian technikailag bátyja hűbérese lett, rajta, Ramla urán keresztül pedig a jeruzsálemi király alhűbérese.

### Örökösödési viták

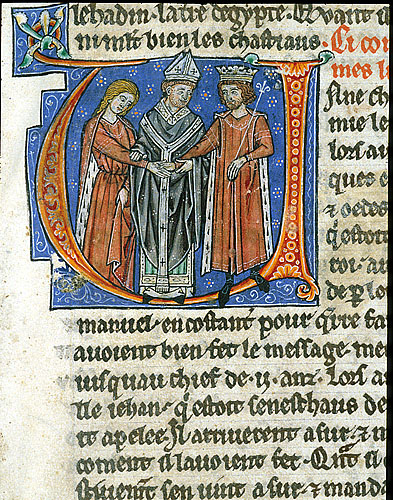
Komnéna Mária és Amalrik király házasságkötése

1174-ben Balduin és Balian Tripoliszi Rajmund oldalán állt Plancyi Miles ellenében, amikor a kiskorú IV. Balduin király mellé régenst kellett választani. Mindkét testvér részt vett az 1177-es montgisard-i csatában, ahol a tizenhat éves IV. Balduin fényes győzelmet aratott Szaladin serege felett. Az Ibelinek vezették az előhadat a muszlimok legerősebb frontvonalszakasza ellen. Balian ebben az évben feleségül vette Komnéna Máriát, Amalrik jeruzsálemi király özvegyét, így mostohaapja lett Amalrik kisebbik lányának, Izabellának, továbbá megkapta a Mária tulajdonában levő Náblusz uradalmát. 1179-ben bátyja, Balduin a Mardzs Ajjún-i csatát követően Szaladin fogságába esett, aki vereséget mért IV. Balduin király hadseregére. A váltságdíj előteremtésében Balian is közreműködött, bár végül I. Manuél bizánci császár, Komnéna Mária nagybátyja fizette ki.
1183-ban Balian és Balduin ismét Tripoliszi Rajmund oldalára állt Lusignan Guidó ellenében, aki Amalrik idősebbik lánya, Szibilla férjeként régensi szerepet töltött be a leprában haldokló sógora, IV. Balduin mellett. A király nyolcéves unokaöccsét, Szibilla előző házasságából származó gyermekét, Montferrati Balduint még életében társuralkodóvá koronáztatta, hogy Guidó trónöröklését megakadályozza. A ceremóniára 1185-ben, kevéssel IV. Balduin halála előtt került sor a Szent Sír-templomban. A gyermek királyt a roppant magas termetű Balian vitte a vállán, ezzel is jelezve, hogy Izabella családja az unokaöcsöt támogatja. V. Balduin még ebben az évben egyedüli király lett, a rákövetkező évben, 1186-ban azonban ő is meghalt. Balian és Mária ekkor Tripoliszi Rajmund támogatásával Mária lányát, a tizennégy éves Izabellát jelölte a trónra, ám Izabella férje, IV. Toroni Henfrid, nem akarván polgárháborút kirobbantani, visszautasította a koronát, és hűséget esküdött Guidónak. Ezután Balian is kénytelen volt behódolni, Balduin azonban megtagadta ezt, és önkéntes száműzetésbe vonult Antiochiában, Balianra bízva kiskorú fiát, Tamást, Ramla későbbi urát.

### Tripoliszi Rajmund és Lusignan Guidó szembenállása

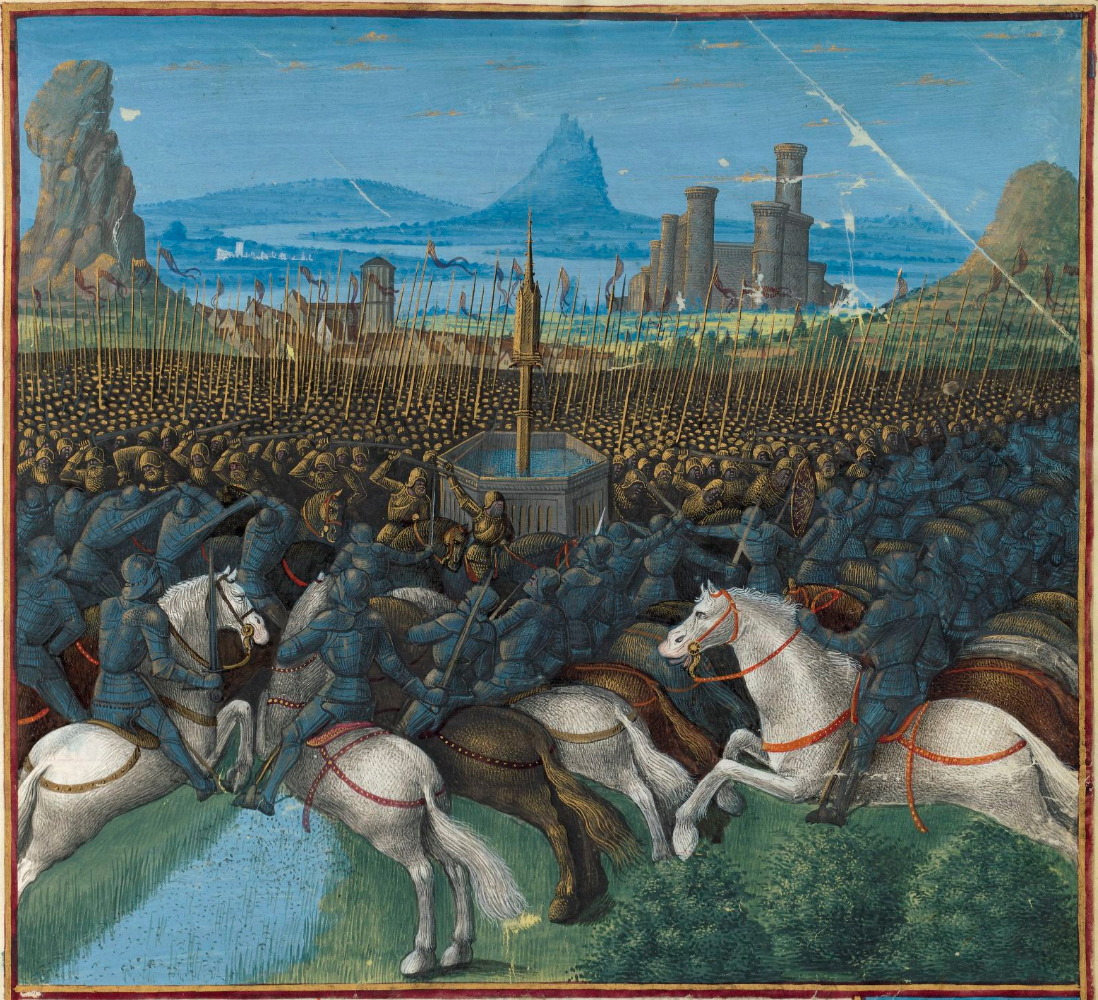
A cressoni csata

Balian az immár uralkodó Guidó tanácsadójaként Jeruzsálemben maradt. 1186 végén Szaladin, Egyiptom ura a királyság déli határát fenyegette, miután Guidó szövetségese és hűbérese, Chatillon Rajnald, Oultrejourdain vagyis a Jordánon túli terület ura a fegyverszünet ellenére megtámadott és lemészárolt egy muszlim karavánt. A Jeruzsálemből kiábrándult Tripoliszi Rajmund a birtokában levő északi Tibériás helyőrségével együtt Szaladin szövetségese lett ebben a konfliktusban. Guidó Názáretnél gyűjtötte egybe seregét, és Tibériás ellen akart vonulni, de Balian rábeszélte, hogy küldjön követséget Rajmundhoz Tripoliszba, hátha így össze tudja békíteni kettejüket, mielőtt Guidó botor módon megtámadná Szaladin sokkal nagyobb hadát. Az első követség kudarcot vallott, és a helyzet 1187 első hónapjaiban változatlan maradt. Húsvét után újabb követség indult Tripoliszba, amelynek Balian, Ridefort-i Gellért templomos nagymester, Roger de Moulins johannita nagymester, Szidóni Rajnald és Jósiás türoszi érsek voltak a tagjai. Útközben megálltak Balian nábluszi váránál, mert Balian ott akart tölteni egy-két napot, míg a többiek előremennek. Május 1-jén a templomosok és a johanniták meggondolatlanul rátámadtak Szaladin egyik vezérének, Gökbörinek a cressoni forrásoknál, Názáret közelében portyázó csapatára, és Ridefort-i Gellértet kivéve majd egy szálig odavesztek. A katasztrófáról értesülve Tripoliszi Rajmund Baliannal és Szidóni Rajnalddal együtt visszatért Jeruzsálembe.

### A hattíni csata

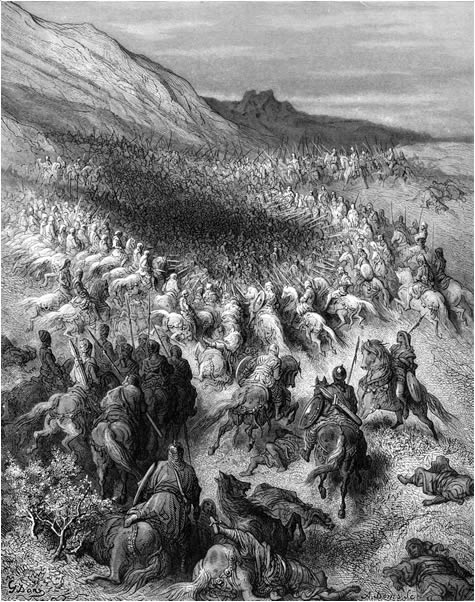
A hattíni csata Gustave Doré metszetén

Mivel Gökböri és Szaladin fia, al-Afdál csapatait Rajmund engedte be a királyság területére, Tripolisz grófját furdalta a lelkiismeret, és kibékült Guidó királlyal. Guidó északra vonult seregével, és Szepphóriánál ütött tábort, de a főurak tanácsa ellenére átkelt a száraz, kopár síkságon, hogy felmentse a körülvett Tibériást. A hadseregnek nem volt vízkészlete, Szaladin csapatai folyamatosan zaklatták, végül július 4-én, Tibériástól nem messze, Hattínnál be is kerítették. Ugyanaznap, a hattíni csatában Balian és III. Joscelin edesszai gróf az utóvédet vezette, de az ütközet katasztrofálisan végződött: a keresztes hadat megsemmisítették. Egy névtelen krónikás De Expugnatione Terrae Sanctae per Saladinum Libellus című műve szerint Balian, Rajmund és Rajnald katonáival elmenekült a harctérről, „keresztényt, törököt, szent keresztet letaposva”, bár ezt más források nem erősítik meg, és lehet, hogy a szerző elfogultságát tükrözi csupán a már Palesztinában született keresztesekkel szemben.
A vereség nagy felfordulást okozott a királyságban: Guidó fogságba esett, Rajnaldot kivégezték, s a városok és várak sorra Szaladin kezébe kerültek. A vezető főurak közül néhányan, Balian, Rajmund, Rajnald Türoszba menekültek, ahonnan Rajmund és Rajnald hamarosan távoztak, hogy megerősítsék birtokaik védelmét, Türoszban pedig Montferrati Konrád, V. Balduin nagybátyja lett az úr, aki nem sokkal a hattíni csata után érkezett oda Bizáncból, s akinek Balian az egyik legfőbb szövetségese lett. Türoszt elhagyva Balian arra kérte Szaladint, engedje át a vonalain Jeruzsálembe, hogy onnan Tripoliszba kísérhesse a feleségét és a gyerekeit. Szaladin megadta az engedélyt, de kikötötte, hogy Balian csak egy napot tölthet a városban, és soha többé nem foghat fegyvert ellene.

### Jeruzsálem védelme

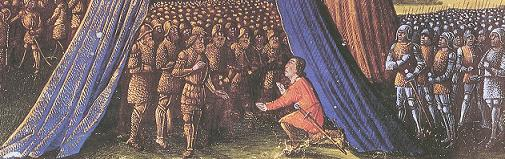
Ibelin Balian feladja Jeruzsálem városát Szaladinnak. Illusztráció a Les Passages faits Outremer par les Français contre les Turcs et autres Sarrasins et Maures outremarinsből, c. 1490

Amikor Balian kis lovagcsapatával a városba ért, a lakosok könyörögtek neki, hogy maradjon ott. Hérakleiosz jeruzsálemi pátriárka feloldozta Szaladinnak tett esküje alól, mondván, a kereszténység érdeke erősebb, mint egy hitetlennek tett eskü. Baliant bízták meg a város védelmének irányításával, ő azonban alig tizennégy, de lehet, hogy csak két másik lovagot talált ott, így hát lovaggá ütött hatvan lakost a nemesifjak és a gazdagabb kereskedők közül. Szibilla nem játszott nagy szerepet a védekezésben, ezért a védők Baliannak mint kvázi legfőbb úrnak fogadtak hűséget. Hérakleiosszal megtették az előkészületeket, élelmet és pénzt gyűjtöttek össze. Szaladin 1187. szeptember 20-án kezdte meg az ostromot; addigra már a királyság nagy részét meghódította, beleértve Ibelint, Nábluszt, Ramlát és Askalont is. A szultán nem haragudott Balianra, sőt kíséretet biztosított Máriának és gyermekeiknek Tripoliszig. Mint a Jeruzsálemben maradt urak legfőbbjét, Baliant Ibn al-Aszír szerint a muszlimok többé-kevésbé királlyal egyenlőnek tekintették.
Az ostromló seregnek sikerült ledönteni a városfal egy részét, de magába a városba nem tudtak betörni. Balian több nap után négyszemközti tárgyalást kért, és egyezséget ajánlott Szaladinnak. Imád ad-Dín al-Iszfaháni szerint Szaladin azt mondta: „Nem kaptok kegyelmet... Egyetlen vágyunk, hogy örökre leigázzunk benneteket... Tömegével fogunk megölni és rabságba ejteni, a férfiaknak kiontjuk a vérét, a szegényeket és a nőket rabságba hajtjuk.” Ugyancsak Imád ad-Dín szerint Balian azt válaszolta: ez esetben a védők az utolsó emberig harcolni fognak, lemészárolják a városban rekedt több ezernyi muszlim foglyot, lerombolják az iszlám szent helyeit, elpusztítják az egész várost, és önmagukkal is végeznek. Szaladin kénytelen-kelletlen belement az alkuba: 30 000 bizánci arany fejében szabadon enged 7000 férfit, illetve egy férfi fejében két nőt vagy tíz gyereket. Balian október 2-án átadta a Dávid tornya, vagyis a fellegvár kulcsait. A váltságdíjakat ötven napon belül kellett törleszteni; aki nem fizetett, azt elhurcolták rabszolgának, bár Szaladin közülük is többet szabadon engedett, és gondoskodott róla, hogy rendezetten vonulhassanak ki Jeruzsálemből, és ne kerüljön sor olyan mészárlásra, mint amilyet a keresztesek műveltek, amikor 1099-ben elfoglalták a várost. Balian és Hérakleiosz túszul ajánlotta magát az ott fogott frankok kiváltásáig, de Szaladin ezt visszautasította. Az elvonulók három oszlopban meneteltek ki, az utolsó, valószínűleg november 20-án, Baliannal és a pátriárkával az élen hagyta el a várost. Balian csatlakozott feleségéhez és gyerekeihez a Tripoliszi Grófságban.

### Balian, a királycsináló és a harmadik keresztes hadjárat

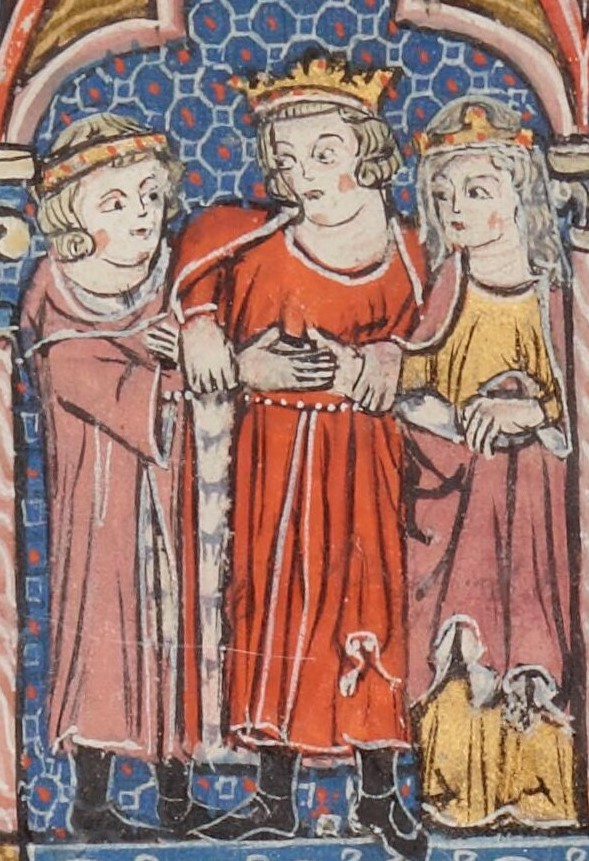
Izabella és Toroni Henfrid házasságkötése

Jeruzsálem elvesztése és Szibilla királynő halála Akkó keresztes ostroma idején (1190) ismét trónviszályhoz vezetett. Balian mostohalánya, Izabella hercegnő volt a jogos örökös, Guidó azonban nem volt hajlandó lemondani, és Izabella férje, Toroni Henfrid – akárcsak az 1186-os válság idején – hű maradt hozzá. Ahhoz, hogy Izabella trónra léphessen, politikailag elfogadható és hadvezérként is kompetens férjet kellett találni neki. A legnyilvánvalóbb jelöltnek Montferrati Konrád számított, akinek mint V. Balduin apai nagybátyjának is lehetett trónigénye. Balian és Mária szó szerint a sátrából rabolta el Izabellát, és kényszerítette rá a válásra. Az ilyesmire voltak precedensek: Amalrik is elvált Courtenay Ágnestől, és Szibillát is megpróbálták elválasztani Guidótól. Izabella házasságát végül is Lanfranchi Ubaldó pisai érsek, pápai legátus és Dreux-i Fülöp beauvais-i püspök annullálta, majd a püspök hozzáadta Konrádhoz, habár lehettek volna akadályok is: Konrád bátyja Izabella féltestvérének, Szibillának volt korábbi férje, és az sem volt bizonyítható, hogy Konrád elvált első, bizánci feleségétől. A trónviszályt tovább nyújtotta, hogy a Szentföldre érkezett II. Fülöp Ágost francia király és 1191-ben Oroszlánszívű Richárd is, és elkezdődött a harmadik keresztes hadjárat: Richárd mint poitou-i vazallusát Guidót támogatta, Fülöp pedig apja unokatestvérét, Konrádot.
Balian és Mária szerepe Izabella válásában és Konrád esélyeinek növelésében Richárdból tomboló haragot váltott ki. Normandiai Ambrus, aki verses beszámolót írt a hadjáratról, „manónál is hamisabbnak” nevezte Baliant, akire „kutyákat kellene uszítani”, az Itinerarium Regis Ricardi szerzője, Richard de Templo kanonok pedig így vélekedett Balianról és Máriáról:
Az asszony görög mocsokban hempergett a bölcső óta, és férje erkölcsei sem voltak jobbak; a férj kegyetlen volt, hitvese istentelen, a férj állhatatlan, hitvese befolyásolható, a férj hitetlen, hitvese csalárd.
Richárd elfogult kortárs életrajzírója hozzáfűzi az Itinerariumban: Balian és Szidóni Rajnald még arra is vállalkozott, hogy közvetítsen Konrád és Szaladin között a trón megszerzése érdekében, „de borítsa őket feledés, mert alantas mesterkedésük úgy vált semmivé, akár a por, amit a szélbe szór az ember”.
1192. április 28-án, csak néhány nappal azután, hogy királlyá választották, Konrádot meggyilkolták Türoszban. Állítólag a két orgyilkos egyike hónapokkal előbb beférkőzött Balian türoszi háztartásába mint szolga, a másik pedig ugyanígy Szidóni Rajnaldhoz vagy magához Konrádhoz, bár Runciman Ambrus nyomán aszaszinoknak nevezi őket. Legtöbben Richárdot tartották felbujtónak. Az első gyermekével, Montferrati Máriával viselős Izabellát egy héttel később hozzáadták II. Champagne-i Henrikhez.
Balian Henrik tanácsadója lett, és még abban az évben Richárd hadseregének utóvédjét irányította a jaffai csatában. Utóbb közvetítőként szerepelt Richárd és Szaladin jaffai egyezményének tető alá hozásában, amely véget is vetett a harmadik keresztes hadjáratnak. Az egyezmény értelmében, amely Balian keze nyomát is viseli, Ibelin Szaladiné maradt, de a keresztények megtarthattak több tengerparti várost és települést, amelyeket a hadjárat során hódítottak vissza. Miután Richárd elutazott Palesztinából, Szaladin Caymont uradalmával és öt másik, Akkó közelében levő hellyel kárpótolta Baliant.

## Öröksége
Balian körülbelül ötvenévesen, 1193-ban halt meg. Komnéna Máriától négy gyermeke született:
- Ibelin Helvis, férje 1. Szidóni Rajnald, 2. Montforti Guidó
- Ibelin János, Bejrút ura, a Jeruzsálemi Királyság főhadparancsnoka, unokahúga, Montferrati Mária régense, felesége 1. Nefini Helvis, 2. Arszúfi Melisenda
- Margit, férje 1. II. Saint Omer-i Hugó, 2. III. Caesareai Valter
- Ibelin Fülöp ciprusi régens, felesége Montbéliard-i Aliz, gyermeke Ibelin János jaffai és aszkaloni gróf[25]

Balian apródja, Ernoul folytatta Türoszi Vilmos nagy krónikáját, a Historia rerum in partibus transmarinis gestarumot (Vilmos Jeruzsálem eleste előtt egy évvel, 1186-ban meghalt). Munkáját, elsősorban az 1186–87-es évekkel foglalkozó részeit az Ibelinek iránti erős elfogultság vádjával szokták illetni, noha például Runciman nem egy megállapítását elfogadja.
A 13. században a Balian név igen gyakori lett az Ibelin családban. Balian, Bejrút ura, János fia és Ibelin Balian unokája 1236-ban megörökölte apjától Bejrútot. Ennek a Baliannak a testvére, szintén János, ugyancsak nemzett egy Balian nevű fiút, aki Arszúf ura lett, és Antiochiai Plaisance-ot vette feleségül.
A Balian név a szidóni Grenier-k családjába is átkerült, mivel Ibelin Balian lánya, Helvis (Szidóni Rajnald felesége) Baliannak keresztelte fiát.

## Emlékezete
- A fontos mellékalakok egyike Graham Shelby két regényében, a Sötét lovagokban (1969) és a Hiú királyokban (1970).
- Fiktív alakja a főszereplője a Mennyei királyság című Ridley Scott-filmnek (2005).
- Helena P. Schrader életrajzi regényeket írt róla: Knight of Jerusalem (2014), Defender of Jerusalem (2015), Envoy of Jerusalem (2016).
- Sharon Penman 2020-as történelmi regényének, a The Land Beyond the Sea-nek egyik főszereplője.

## Fordítás
- Ez a szócikk részben vagy egészben  a   Balian of Ibelin című angol Wikipédia-szócikk ezen változatának fordításán alapul.  Az eredeti cikk szerkesztőit annak laptörténete sorolja fel. Ez a jelzés csupán a megfogalmazás eredetét és a szerzői jogokat jelzi, nem szolgál a cikkben szereplő információk forrásmegjelöléseként.